# Fissura hidrotermal

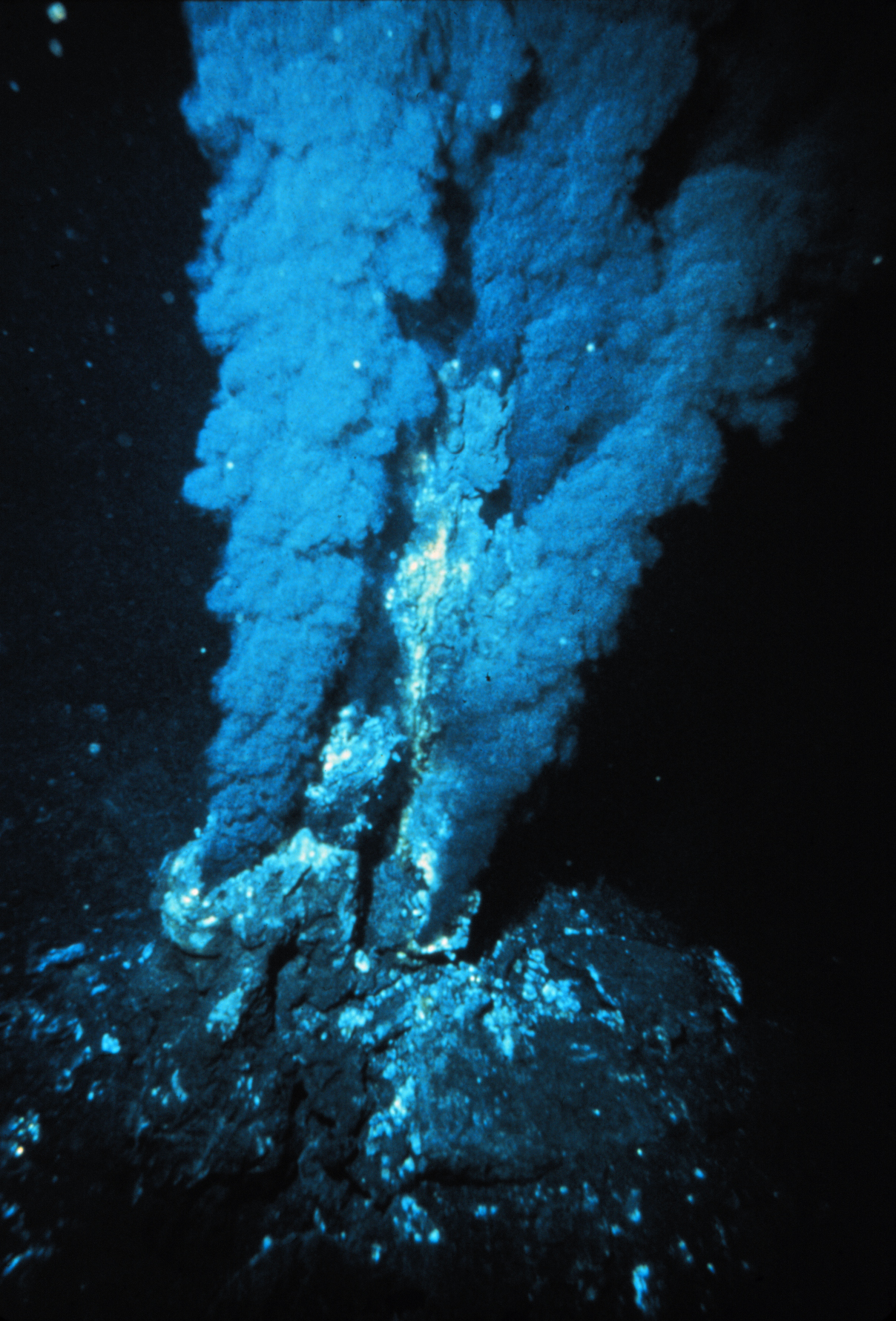
Fonte hidrotermal na Dorsal Mesoatlântica.

Uma fissura hidrotermal (também chamada de respiradouro hidrotermal, fumarola hidrotermal ou fonte hidrotermal), pode ser definida como uma fissura na crosta terrestre a partir da qual emerge um fluido geotermal ou hidrotermal. A água penetra na crosta em altas profundidades e reage com os minerais presentes, sofrendo alterações físico-químicas no caminho. O aquecimento pelo gradiente geotérmico faz com que a água retorne à superfície devido ao aumento de pressão.
Uma solução geotermal está restrita a trocas físicas entre a água e a crosta. As rochas da crosta são lixiviadas pela água percolante, mas não ocorrem reações capazes de alterar sua composição química. Uma solução hidrotermal é caracterizada por reações físicas e químicas entre a água e a crosta. Reações químicas entre a solução aquosa e as rochas alteram substancialmente a composição de ambas.

## Distribuição Geográfica

Distribuição geográfica global dos campos hidrotermais

Fontes hidrotermais podem ocorrer no continente, na forma de gêiseres ou fontes termais, mas são mais comuns no oceano em áreas de atividade tectônica, principalmente em zonas de divergência de placas onde nova crosta oceânica é formada. Nestes centros de espalhamento, conforme o magma atinge menores profundidades, ele é resfriado por transferência de calor para a água do mar ou para as rochas da crosta adjacentes. A circulação hidrotermal é dirigida por este calor transferido conforme a água do mar percola através das fraturas próprias da crosta oceânica recém-formada. A água aquecida sobe pelo aumento de pressão até retornar ao oceano. O tempo de residência da água do mar nos interstícios da crosta oceânica pode atingir até 3 anos. 
A quantidade de campos hidrotermais em uma cordilheira meso-oceânica é proporcional à taxa de espalhamento desta. O Oceano Pacífico apresenta as maiores taxas: entre 2.4 a 15 cm/ano. As taxas de espalhamento são menores no Índico (6 cm/ano), Atlântico (< 2 cm/ano) e Ártico (< 1 cm/ano). Atualmente apenas 20% das cadeias oceânicas foram exploradas em busca de fontes hidrotermais, resultando em 144 campos hidrotermais confirmados e outros 130 supostos por análises químicas da coluna d’água. Esforços de exploração foram concentrados na cordilheira do Pacífico Oriental na porção norte da cordilheira meso-atlântica. Como resultado, apenas dois campos hidrotermais são confirmados ao longo dos 30.000 km de cadeia percorrendo desde a porção equatorial da cordilheira meso-atlântica, passando pelo Oceano Índico, até os 38° de latitude na cadeia leste do Pacífico. Baseado nesta relação, a estimativa total para o oceano global é de 1000 de campos hidrotermais ativos.  

## Fumarolas Negras e Brancas

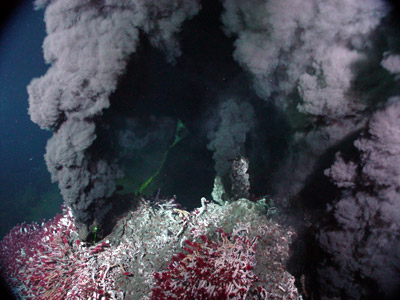
Fumarolas Negras

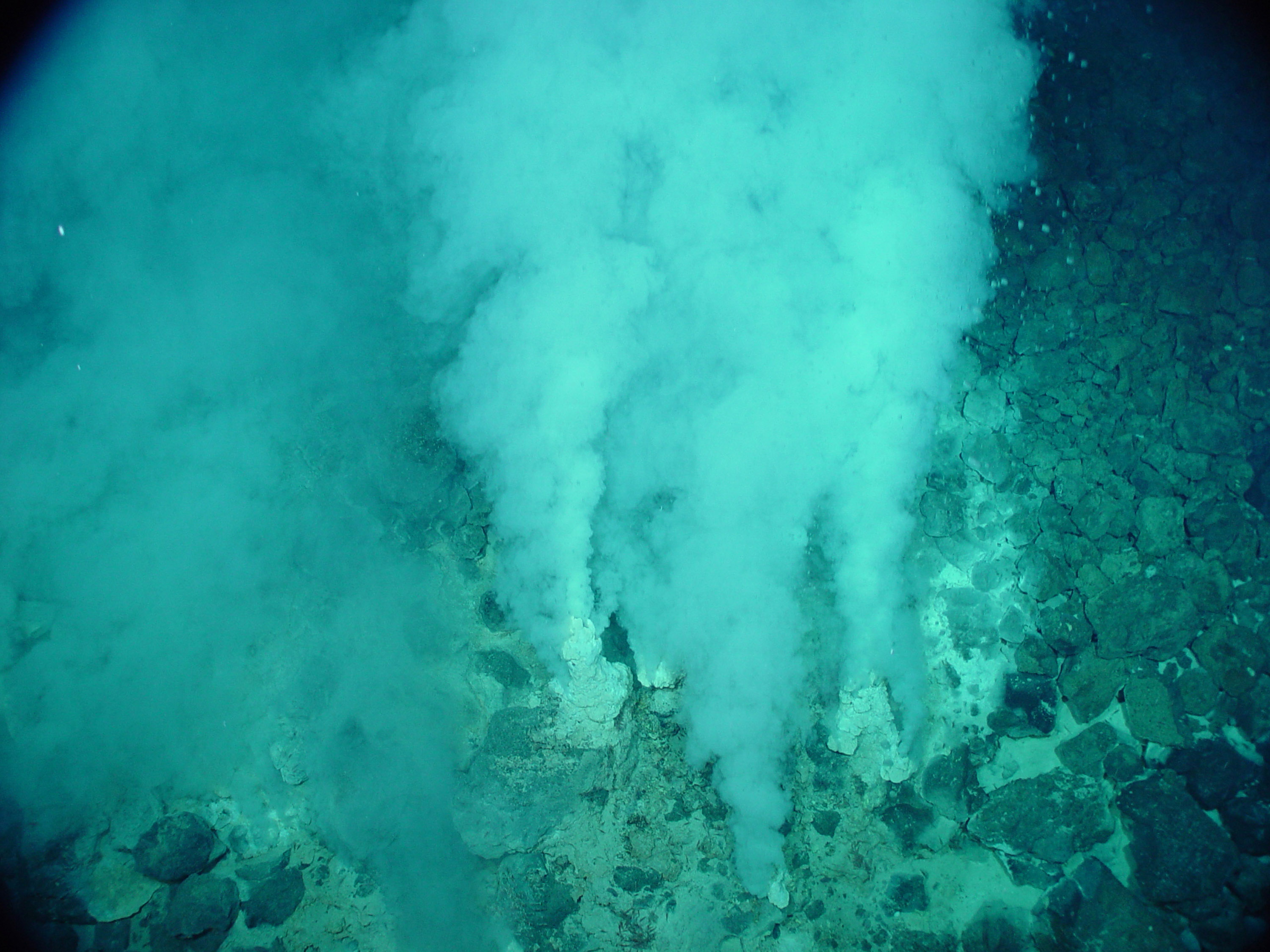
Fumarolas Brancas

Existem dois tipos de fontes hidrotermais no oceano: fumarolas negras e fumarolas brancas. As fumarolas negras apresentam solução hidrotermal rica em sulfetos metálicos, os quais atribuem a ela a cor escura. Para carregar esses metais em solução, a temperatura da solução que chega do assoalho oceânico atinge entre 200 e 380 °C. Esse tipo de fonte hidrotermal é predominante no eixo principal das cordilheiras meso-oceânicas. As fumarolas brancas apresentam solução hidrotermal rica em óxidos de bário, cálcio e silício, responsáveis pela sua cor clara, com temperatura entre 5 e 60 °C. Geralmente ocorrem na periferia do campo hidrotermal ou na zona de fratura das cordilheiras oceânicas.  
O crescimento das chaminés das fumarolas negras segue uma sequência mineralógica. Primeiramente, o cálcio presente na solução hidrotermal reage com o sulfato presente na água do mar precipitando na forma de CaSO4 (anidrita) ao redor da fissura por onde é emanado o fluido hidrotermal. As paredes de anidrita formadas isolam a solução hidrotermal da água do mar permitindo a precipitação de minerais de sulfetos metálicos, como a calcopirita (CuFeS2) e a esfalerita (ZnS) no interior da chaminé. Essas chaminés podem atingir vários metros de altura e diâmetro entre 1 e 30 cm. Conforme o interior da chaminé acumula sulfetos, o fluxo da solução hidrotermal diminui e sua parede resfria, causando a dissolução da anidrita. Ainda, a colonização por organismos marinhos promove a oxidação dos sulfetos. Isso desestabiliza as chaminés, que eventualmente colapsam, formando estruturas basais de até 2 m de altura. O contínuo crescimento e colapso das chaminés eventualmente geram grandes depósitos de sulfeto. 

## Fluxos de Água e Calor
A água do mar sobrejacente é atraída para o sistema hidrotermal de modo a assumir o espaço deixado pelo fluido hidrotermal ao escapar. Esse processo é denominado recarga. Esse fluxo convectivo pode ser estender em até 5 km abaixo do assoalho oceânico, onde a temperatura do magma atinge 1200 °C, e dezenas de quilômetros além do eixo central das cordilheiras meso-oceânicas (CMO). O fluxo anual deste fluido é estimado como 3,2 - 4,2 x 1013 kg/ano. Considerando esse fluxo constante ao longo dos 67.000 km de extensão somada das CMO, a taxa de fluxo é de aproximadamente 2 kg / s / 100 m. Nesta taxa o oceano como um todo circularia pelos sistemas de CMO a cada 33 a 44 milhões de anos. 
O contínuo espalhamento do assoalhado oceânico força a crosta oceânica mais antiga para longe do centro das CMO, a qual se afasta da fonte de calor magmática. Desse modo, conforme a crosta oceânica se distância da cordilheira, ela resfria e afunda. Circulação hidrotermal ocorre em crostas mais frias, embora em menores temperaturas. Considerando o alto volume de crosta envolvido, essa circulação hidrotermal além do eixo das CMO é substancial e, coletivamente, esses sistemas são responsáveis pela perda estimada de 20% do calor total do planeta. 

## Composição Química

Reações Água‐Basalto e Composição Química da Pluma da Fonte Hidrotermal

Em temperaturas elevadas os íons de magnésio (Mg2+) dissolvidos na água do mar se combinam com os íons hidroxila (OH-), oriundos da dissociação da água do mar em altas temperaturas, para formar Mg(OH)2. A remoção dos íons hidroxila da água do mar cria um excesso de íons H+, e uma consequente queda no pH, o qual pode variar entre valores de água do mar (pH 7.8) a valores baixos como pH 2. Íons magnésio podem ser removidos da água do mar intersticial pela incorporação em esmectitas (< 200 °C) e cloritas (> 200 °C). O oxigênio presente na água do mar em circulação na forma de sulfato é parcialmente removido pela precipitação com o cálcio na forma de anidrita (CaSO4), em altas temperaturas, e parcialmente pela oxidação de Fe2+ em Fe3+ no basalto. A redução do sulfato na água do mar contribui para a formação de H2S, mas a maioria do enxofre reduzido na solução hidrotermal é derivada do basalto. 
De forma geral, a composição química das soluções hidrotermais é pela composição mineralógica do basalto, temperatura da solução hidrotermal, profundidade na qual ocorrem as reações água-basalto, tempo de residência na crosta oceânica e pela idade do campo hidrotermal. Após mistura-se suficientemente com a água do mar, o fluido hidrotermal adquire flutuabilidade neutra e deixa de se elevar na coluna d’água. Correntes oceânicas de fundo são responsáveis pela diluição e dispersão lateral destes fluidos na forma de pluma. Estas plumas hidrotermais têm um grande potencial de afetar a composição química da coluna d’água. 

### Comparação entre a Composição Química da Água do Mar e Fontes Hidrotermais[2]
| Fonte Hidrotermal   | Tmax(°C) | pH  | Cl (ppmil) | Ca (ppmil) | Si (ppm) | H2S (ppm) | Fe (ppm) | Mn (ppm) | Zn (ppm) |
| ------------------- | -------- | --- | ---------- | ---------- | -------- | --------- | -------- | -------- | -------- |
| TAG (MAR, 26° N)    | 366      | 3,8 | 22,5       | 1,2        | 583      | 119       | 313      | 37       | 3        |
| MARK (MAR, 23° N)   | 350      | 3,9 | 19,8       | 0,4        | 514      | 201       | 122      | 27       | 3        |
| EPR (11° N)         | 347      | 2,7 | 24,3       | 1,4        | 579      | 416       | 361      | 51       | -        |
| EPR (21° N)         | 355      | 3,8 | 20,5       | 0,8        | 548      | 286       | 136      | 55       | -        |
| Guaymas Basin       | 315      | 5,9 | 22,6       | 1,7        | 388      | 204       | 10       | 13       | -        |
| Middle Valley (JFR) | 276      | 5,5 | 20,5       | 3,2        | 298      | 102       | 1        | 4        | 0,1      |
| Água do mar         | 2        | 7,8 | 19,4       | 0,4        | 5        | -         | < 0,1    | < 0,1    | < 0,1    |

## Tempo de Atividade
O contínuo espalhamento do assoalho oceânico afasta os campos hidrotermais do centro das cordilheiras oceânicas. O aumento da distância entre os campos e a câmara magmática faz com que a atividade hidrotermal decresça e, eventualmente, desapareça. O tempo necessário para que isso ocorra depende, principalmente, da região onde o campo hidrotermal foi formado. Em cordilheiras de espalhamento rápido, como a Cordilheira do Pacífico Oriental (7,5 cm/ano), a fase ativa de um campo hidrotermal pode se estender entre 6 e 14 milhões de anos. Em cordilheiras de espalhamento lento, como a Cordilheira Meso-Atlântica (2,5 cm/ano), a fase ativa pode atingir entre 11 e 19 milhões de anos. Em zonas de fratura de cordilheiras oceânicas a fase ativa pode atingir entre 50 e 70 milhões de anos. 
Os depósitos hidrotermais continuam a alterar-se devido a reações químicas com a água do mar. Em chaminés de fumarolas negras, a reação com o O2 converte os sulfetos de metal em óxidos. Conforme o sistema hidrotermal resfria, a anidrita se dissolve. Ainda, intemperismo físico e químico das rochas geram sedimentos que se acumulam nos campos hidrotermais. Sedimentação pelágica e precipitação da pluma hidrotermal contribuem para o total de sedimento formado. 

## Biologia
As fontes hidrotermais apresentam grande diversidade e concentração de organismos marinhos. Antes da descoberta destes ecossistemas, a comunidade científica assumia que toda a vida no oceano dependia, ultimamente, da produção fotossintética de matéria orgânica particulada (MOP) pelo fitoplâncton. A MOP é ineficientemente transferida para o oceano profundo, sendo assim, a abundância da vida marinha decresce com a profundidade. Os ecossistemas hidrotermais são uma exceção, os produtores primários nesses ambientes são quimioautotróficos, ou seja, não dependem de luz para síntese de sistemas hidrotermais provém uma diversidade de nichos ecológicos suficiente para suportar microrganismos e seus consumidores. 
Os elementos químicos reduzidos fornecidos pelos fluidos hidrotermais são a fonte de energia para estes ecossistemas. A oxidação dos sulfetos é a mais energética, seguida pela oxidação do Fe2+ e a oxidação do metano (metanotrofia). Em altas temperaturas a redução do sulfato e a metanogênese produzem quantidades significativas de energia. Considerando que estas vias metabólicas exigem diferentes reagentes químicos e diferentes faixas de temperatura, espera-se que sejam espacialmente e/ou temporalmente distribuídas. Alguns dos microrganismos típicos destes ecossistemas podem se desenvolver em temperaturas de até 150 °C e com pH de até 3,3. 

### Adaptações e Endemismo
As fontes hidrotermais apresentam uma comunidade associada drasticamente diferente das encontradas em ecossistemas típicos de planícies abissais. Essas comunidades tiveram que se adaptar a condições extremas e, como resultado, apresentam alto índice de endemismo. Das 712 espécies registradas, 71% não são encontradas em qualquer outro ambiente. Os principais grupos de animais registrados são: anelídeos, moluscos e artrópodes. A maioria das espécies nestes ambientes apresenta algum tipo de cobertura protetora (ex.: tubos, conchas e carapaças). 
Poucos organismos coloniais foram observados em fontes hidrotermais, porém endo e exosimbiontes são comuns. De maneira geral, a diversidade de fauna é relativamente baixa devido à complexidade limitada da teia trófica e a dependência da produção primária pelos organismos quimioautotróficos. Devido ao alto gradiente ambiental nos campos hidrotermais zonações ocorrem tanto verticalmente como concentricamente. Outras adaptações incluem alta taxa de crescimento e alta fecundidade com formas larvais planctônicas facilmente dispersas por correntes de fundo. Apesar da contribuição total dos ecossistemas hidrotermais em produção de biomassa para a produtividade primária global ser relativamente baixa, ela é localmente significante e não varia sazonalmente. Assim, os campos hidrotermais representam um oásis no deserto biológico das planícies abissais. 

### Simbiose

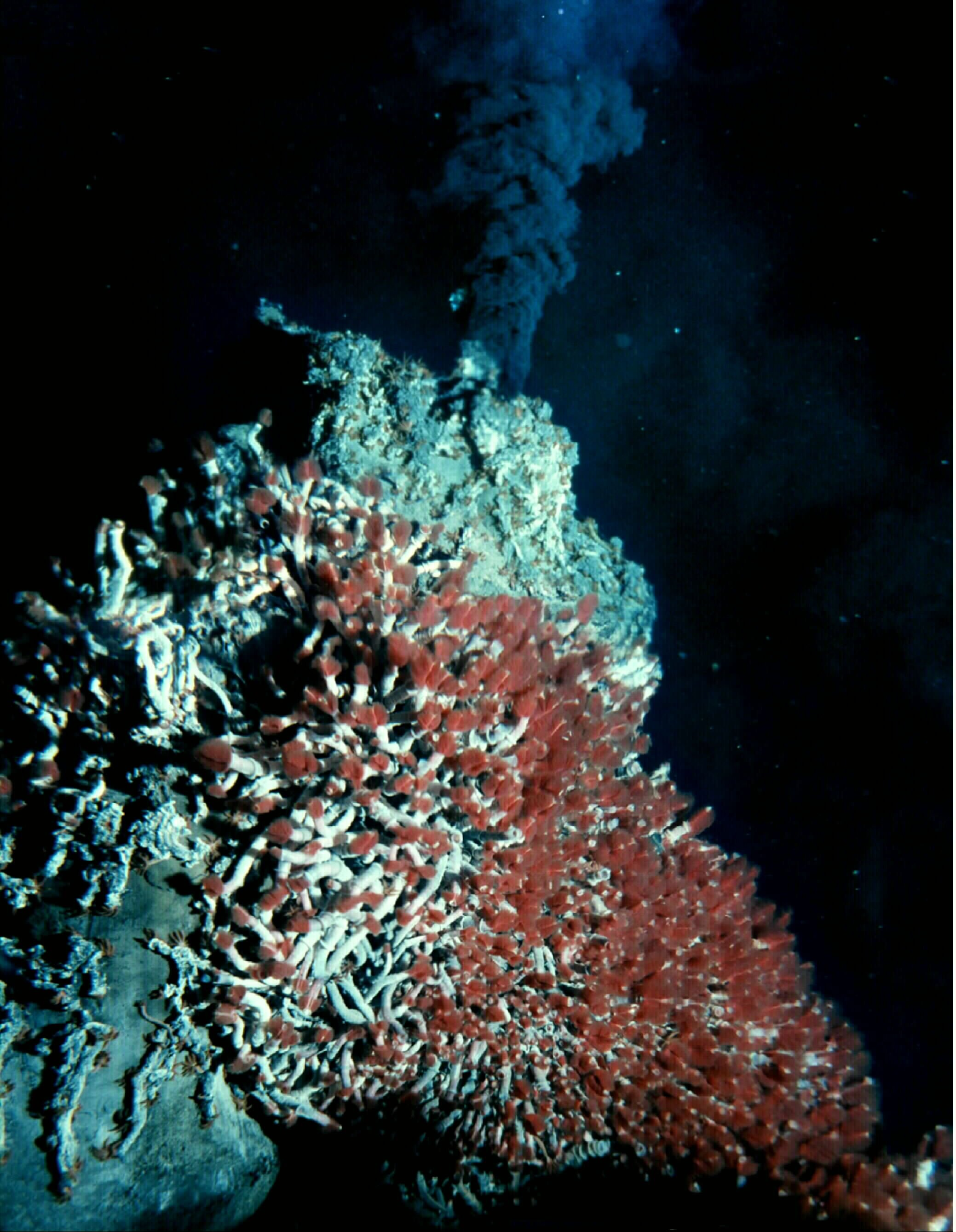
Colônia de Riftia pachyptila em um campo hidrotermal

Em sistemas hidrotermais com altas temperaturas, bactérias sulfeto-oxidantes são responsáveis pela maior parte da produção primária nas comunidades em fontes hidrotermais. O agente oxidante da reação é o O2, que é aportado pela água de mar transportada por correntes de fundo:
CO2 + S2- + O2 + H2O → CH2O + SO42-
Desse modo, a mistura turbulenta dos fluidos hidrotermais com a água do mar é importante para estes microrganismos.
Muitos dos animais hospedam bactérias endosimbiontes sulfeto-oxidantes, tais como o poliqueta gigante (''Riftia pachyptila''), os quais podem atingir até 1 m de comprimento. Estes organismos não possuem boca, sistema digestivo ou quaisquer outros meios de processamento de alimento particulado. O poliqueta absorve O2, sulfetos e CO2 através de suas plumas respiratórias que se estendem por sua extremidade anterior. Estes elementos são transportados pelo sistema circulatório até o trofossoma, um tecido especializado composto por células que abrigam densas colônias de bactérias endosimbiontes. Estes microrganismos convertem os elementos em matéria orgânica que passa de volta para a corrente sanguínea do hospedeiro onde é utilizada para respiração aeróbica fornecendo energia e nutrientes. 
O sulfeto de hidrogênio (H2S) é considerado tóxico a animais em pequenas concentrações, porém espécimes de ''Riftia pachyptila'' toleram este composto em função da alta concentração de zinco nas suas hemoglobinas. O zinco complexa com o sulfeto impedindo que ele se conecte ao sítio ativo próprio do O2-. Dessa forma, os dois compostos são transportados no sangue sem que reajam entre si. 
Muitos dos pequenos animais em fontes hidrotermais não são simbiontes, e adquirem energia e nutrientes por filtração de matéria orgânica particulada ou consumindo outros organismos. Para suprir suas necessidades de nitrogênio esses organismos provavelmente dependem da fixação quimioautotrófica de N2 por microrganismos ainda não identificados. 

### Evolução da Vida
A vida evoluiu logo após a formação da Terra, antes que os continentes se formassem, em um período onde os oceanos eram controlados química e termicamente por processos tectônicos. Desse modo, foi proposto que a vida evoluiu em ambientes submarinos anaeróbicos e de alta temperatura similares aos sistemas hidrotermais. Essa hipótese é suportada pela observação de estruturas consideradas vestígios de protocélulas, em rochas formadas por processos hidrotermais a 3,5 – 3,8 bilhões de anos atrás. Os primeiros organismos na Terra seriam, assim, hipertermófilos anaeróbicos. Habitats em fontes hidrotermais provavelmente ofereceriam, também, um ambiente estável e relativamente isolado dos efeitos catastróficos dos impactos de meteoros. Em outras palavras, fontes hidrotermais podem ter servido como refúgio permitindo a sobrevivência das formas de vida primitivas. 